# Cratere Hippalus
Hippalus è un cratere lunare di 57,36 km situato nella parte sud-occidentale della faccia visibile della Luna.
Il cratere è dedicato all'esploratore greco antico Ippalo.

## Crateri correlati
Alcuni crateri minori situati in prossimità di Hippalus sono convenzionalmente identificati, sulle mappe lunari, attraverso una lettera associata al nome.
| Hippalus | Coordinate            | Diametro (in km) |
| -------- | --------------------- | ---------------- |
| A        | 23°49′12″S 32°51′00″W | 7,62             |
| B        | 25°13′48″S 30°23′24″W | 4,98             |
| C        | 24°08′24″S 30°38′24″W | 3,33             |
| D        | 23°40′12″S 32°06′00″W | 22,42            |